# Ferrocarril del Oeste de Somerset
El Ferrocarril del Oeste de Somerset (nombre original en inglés: West Somerset Railway, abreviado como WSR) es una línea ferroviaria de 22,75 millas (36,6 km) de longitud, preservada como tren patrimonial. Situado en Somerset, Inglaterra, los terrenos dominio de la línea y las estaciones son propiedad del Consejo del Condado de Somerset. Está arrendado y es operado por West Somerset Railway (WSR plc), que cuenta con el apoyo y la propiedad minoritaria del fideicomiso sin ánimo de lucro formado por la Asociación de Ferrocarriles de West Somerset (WSRA) y el Fideicomiso de Ferrocarriles de Vapor de West Somerset (WSSRT). WSR plc opera servicios utilizando trenes tradicionales de vapor y diésel.
Este ramal se abrió originalmente en 1862, conectando Taunton y Watchet. En 1874 fue ampliado desde Watchet hasta Minehead gracias al Ferrocarril de Minehead. Aunque se construyó con vía única dado el poco tráfico esperable en un principio, durante la primera mitad del siglo XX fue necesario introducir numerosas mejoras para poder transportar a la importante cantidad de turistas que deseaban viajar a la costa de Somerset. La línea fue cerrada por British Rail en 1971, siendo reabierta en 1976 como línea patrimonial.
Es el ferrocarril patrimonial independiente de ancho estándar más largo del Reino Unido. Los servicios normalmente operan solo en los 20,5 millas (33,0 km) de vía comprendidos entre Minehead y Bishops Lydeard. Durante eventos especiales, algunos trenes continúan 2 millas (3,2 km) más hasta Norton Fitzwarren, donde una conexión permite que algunos trenes directos operen ocasionalmente desde la red nacional de Network Rail.

## Historia
En 1845, cuando el Ferrocarril de Brístol y Exeter (B&ER) había completado recientemente su línea principal, se realizaron propuestas para una serie de planes ferroviarios diferentes en el oeste de Somerset que competían entre sí. Se propuso un ferrocarril directo hacia Bristol y el Canal de la Mancha como un enlace desde Watchet a través de Stogumber y Bishops Lydeard a Bridport en la costa sur, que sería una alternativa a los barcos que realizaban un trayecto largo y peligroso alrededor de Land's End. Esto motivó la promoción de una línea de conexión de Williton a Minehead y Porlock, diseñada para atraer turistas a Exmoor. Poco después, se sugirió un ferrocarril de conexión del Canal de la Mancha y de Bristol desde Stogursey hasta Bridport, que habría pasado por Quantock Hills cerca de Crowcombe. Alternativamente, el Ferrocarril de Bridgwater y Minehead Junction se conectaría con el B&ER en Bridgwater y atravesaría Williton hasta Minehead, con un ramal a Watchet y el Ferrocarril de Minehead y Devon Central Junction que proporcionaría una línea a Exeter. Por su parte, desde el Ferrocarril Directo de Exeter, Tiverton y Minehead, se propuso un enlace alternativo al Sur de Devon a través de Dunster, y se ofreció una extensión a Ilfracombe.

### Compañía Ferroviaria del Oeste de Somerset
Ninguno de estos proyectos se materializaría, y pasaron más de diez años antes de que se propusieran nuevas iniciativas para tender ferrocarriles en la zona.
El 9 de julio de 1856, el terrateniente local Sir Peregrine Fuller Palmer Acland de Fairfield House, Stogursey organizó una reunión en el Hotel Egremont en Williton. El propósito anunciado era discutir un "Ferrocarril desde los yacimientos de hierro y la costa del Oeste de Somerset, hasta el Ferrocarril de Bristol y Exeter", propuesto para conectar Watchet, entonces un puerto importante en el río Severn (así como una de las ciudades industriales más grandes de Somerset), aunque en declive por la ausencia de un ferrocarril, para unirse al B&ER en la ciudad del condado de Taunton o en la gran ciudad portuaria de Bridgwater. Los promotores ya se habían acercado a Isambard Kingdom Brunel para conocer sus puntos de vista como ex ingeniero del B&ER, y para el momento de la reunión ya había realizado un estudio preliminar de las posibles rutas. Había tres opciones alternativas:
- El reverendo J. Llewellyn, de Wiveliscombe, sugirió una ruta que partiera de la vía existente del WSMR desde Washford, a continuación pasara por Monksilver, Elworthy, Brompton Regis, Ford, Milverton y Hillfarrance, y finalmente se dirigiera hacia B&ER.
- La segunda y la tercera opciones prescindían del WSMR, dirigiéndose directamente de Watchet a Williton para seguir el valle de Donniford a Crowcombe, y luego:
  - A Triscombe a través de un túnel perforado en las colinas de Quantock hasta Bridgewater. Los promotores inicialmente estaban interesados en construir el túnel, ya que las rocas ferríferas en esta parte de Somerset eran similares a las del Sur de Gales, entre las que se encontraron ricas vetas de carbón.
  - O directamente hacia Taunton, para alcanzar Bridgwater por las vías del B&ER.

En su informe, Brunel describió el valle de "un pequeño arroyo llamado Donniford Brook" como de suma importancia para cualquier ruta. Había llegado a la conclusión de que el punto de partida debería ser Watchet o Porlock, y luego dirigirse a Williton para seguir por el arroyo de Donniford Brook hasta Triscombe. Brunel presentó a continuación los cálculos iniciales sobre el túnel necesario para llegar a Bridgwater, que con una longitud de 70 a 80 cadenas (1410 a 1610 m), requeriría 50 pozos para excavarse, y como también sus accesos debían tener una pendiente de 1 en 50, sería muy costoso. En su conclusión, Brunel expresó su preferencia por una ruta desde Watchet a través de Williton a Taunton, afirmando que era más barata y ofrecía más opciones de desarrollo para aumentar la carga de pasajeros.
La primera reunión contó con la presencia mayoritaria de personas procedentes de Minehead, Wiveliscombe y Bridgwater, pero el 1 de agosto de 1856 se llevó a cabo una segunda reunión en Taunton. Brunel explicó a los presentes las ventajas de las diferentes rutas y dio algo de peso al argumento a favor de una ruta a Bridgwater con un largo túnel bajo los Quantocks. También sugirió que la línea debería continuar hasta Minehead o Porlock, pero los miembros de la junta resolvieron construir un ferrocarril solo desde Taunton hasta Watchet.
Se contrató a Brunel para realizar un estudio más detallado, y el B&ER acordó operar la línea durante diez años a cambio del 45% de los ingresos. Los planos se produjeron según lo exigido por la ley británica en noviembre de 1856 y la Compañía del Ferrocarril del Oeste de Somerset se fundó el 17 de agosto de 1857 según una Ley del Parlamento con el cometido de construir un ferrocarril de Taunton a Watchet. Se emitió un prospecto para recaudar las 120.000 libras esterlinas requeridas, cuya suscripción se completó a finales de año.
El ingeniero del ferrocarril, George Furness de Londres, comenzó la construcción el 7 de abril de 1859 en Crowcombe, y las obras duraron casi tres años. El ferrocarril se abrió para pasajeros desde Watchet Junction (3,2 km al oeste de Taunton) hasta Watchet el 31 de marzo de 1862, mientras que el tráfico de mercancías comenzó en agosto. Los trenes seguían llegando hasta la Estación de Taunton, ya que no se dispuso ninguna estación en el punto de enlace. El 8 de junio de 1871 se puso en funcionamiento un segundo punto de enlace, donde el WSR se conectó a la línea principal del B&ER hacia el Ferrocarril de Devon y Somerset, y finalmente se abrió el 8 de junio de 1871 una estación en este lugar, conocida como Norton Fitzwarren, aunque los trenes del ramal continuaron operando hasta Taunton.

### Ferrocarril de Minehead
El Ferrocarril Minero del Oeste de Somerset (WSMR) estaba destinado a unir las minas de mineral de hierro de las colinas de Brendon con el puerto de Watchet. En 1856, incluso antes de que se abriera, se sugirió que el WSMR se extendiera a Minehead en lugar del WSR, y el 27 de julio de 1857 se aprobó una ley del Parlamento autorizando esta ruta, aunque nunca se construyó. En cambio, el 5 de julio de 1865 se aprobó una Ley para un nuevo Ferrocarril de Minehead para construir una línea desde el WSR en Watchet hasta Minehead, cuya construcción no se acometió, pero la Ley para los Ferrocarriles de Minehead renovada del 29 de junio de 1871 finalmente obligó al proponente a iniciar la construcción al año siguiente.
El nuevo ferrocarril se inauguró el 16 de julio de 1874. En 1871, el WSR había acordado un nuevo contrato de arrendamiento perpetuo con el B&ER por una suma fija cada año que aumentaba anualmente a un máximo de 6.600 libras. El nuevo Ferrocarril de Minehead también se arrendó al B&ER, que luego operó los dos ferrocarriles como un solo ramal desde Taunton. Para aumentar la capacidad del tramo de 22,75 millas (36,6 km) en vía única, se instaló una vía de apartado pasante y un segundo andén en Williton, a 13 millas (20,9 km) desde el punto de enlace.

### Fusión con el Great Western Railway
El 1 de enero de 1876, el B&ER pasó a formar parte del Great Western Railway (GWR). Para aumentar la capacidad de la Línea del Oeste de Somerset, se abrió en 1879 otra vía pasante en Crowcombe Heathfield. La conversión de las vías desde el gran ancho (de 7 pies 1/4 plg (2140 mm)) al ancho estándar (de 4 pies 8,5 plg (1435 mm)) se llevó a cabo en 1882. Los trenes funcionaron como hasta entonces el sábado 28 de octubre, pero la vía se levantó al día siguiente y se reabrió al tráfico el lunes por la tarde.
El Ferrocarril de Minehead se fusionó con el GWR en 1897, aunque el Ferrocarril del Oeste de Somerset siguió siendo una empresa independiente por el momento, aunque todos sus activos continuaron arrendados a la empresa más grande. Bajo la influencia del Great Western, se realizaron mejoras constantes en la línea a medida que transportaba un nivel creciente de tráfico de vacaciones a la costa de Somerset y Exmoor. El andén de Stogumber se amplió en 1900, se abrió una nueva vía de apartado pasante en Blue Anchor en 1904 y, al año siguiente, se abrió un segundo andén en Minehead. Se instaló una tercera vía de apartado pasante en 1906, esta vez en Bishops Lydeard, y la vía de apartado de Williton se alargó en 1907.
Bajo la Ley de Ferrocarriles de 1921, la Compañía del Ferrocarril del Oeste de Somerset finalmente se fusionó con el Great Western Railway, pero el ramal de Minehead, como se conocía entonces la ruta, continuó siendo operado por el GWR recientemente ampliado.
En la década de 1930, se realizaron modificaciones para aumentar significativamente la cantidad y la longitud de los trenes que se podían manejar. La línea principal de Norton Fitzwarren a través de Taunton a Cogload Junction se incrementó de dos a cuatro vías el 2 de diciembre de 1931 y la estación de cruce se amplió, lo que significó que podía hacer frente mejor a los trenes en las tres rutas. En 1933, el andén en Stogumber se amplió para acomodar trenes más largos y se abrieron dos vías pasantes más, que estaban en Leigh Bridge (al sur de Stogumber) y en Kentford (al oeste de Watchet). Al año siguiente, la vía única original se duplicó entre Dunster y Minehead y se alargó el andén en la terminal. La vía pasante en Blue Anchor también se alargó en 1934; la línea se duplicó desde Norton Fitzwarren hasta Bishops Lydeard en 1936; y la vía pasante de Williton se alargó por segunda vez en 1937. Coches de viajeros habilitados como bungalós se instalaron en Blue Anchor de 1934 a 1939 y en Stogumber de 1935 a 1939, lo que animó a los veraneantes a utilizar el tren para llegar a estas localidades rurales. En 1936, el presidente del GWR, Sir Robert Horne, inauguró la nueva piscina al aire libre en Minehead, que había costado 20.000 libras esterlinas.

### Declive hasta el cierre
El GWR se nacionalizó y se convirtió en la Región Oeste de British Railways el 1 de enero de 1948. Los coches de viajeros habilitados como bungalós reaparecieron en 1952 y estuvieron disponibles para el público tanto en Stogumber como en Blue Anchor desde 1952 hasta 1964; lugar este último en el que se mantuvieron para las vacaciones del personal de British Rail hasta 1970.
Sin embargo, la caseta de señales de Washford se canceló en 1952, y el depósito de locomotoras de Minehead se cerró en 1956. La estación de Norton Fitzwarren cerró el 30 de octubre de 1961, después de lo cual los pasajeros tuvieron que viajar una vez más hasta Taunton para enlazar con los trenes que viajaban hacia el oeste.
A pesar de la apertura de un lugar de vacaciones de la cadena Butlins en Minehead en 1962, que ese año atrajo a unas 30.000 personas a la localidad, un informe del Plan Beeching de 1963 recomendaba el cierre de la línea. El tráfico de mercancías se retiró de Stogumber el 17 de agosto de 1963 y de las otras estaciones el 6 de julio de 1964, después de lo cual British Rail realizó todo el tráfico de mercancías desde Taunton por carretera. En ese momento, las vías pasantes de apartado de Leigh Bridge y Kentford habían dejado de usarse en abril y mayo de 1964 respectivamente.
El grupo de música pop The Beatles visitó el ramal el 2 de marzo de 1964 para filmar parte de la película A Hard Day's Night. Rodaron una breve escena en Crowcombe Heathfield, en la que Ringo Starr y George Harrison montan en bicicleta por el andén junto al tren. El tren salió de la Estación de Paddington y finalmente llegó a Minehead, donde se reunió una gran multitud de admiradores para ver a los Fab Four.
La caseta de señales de Minehead se cerró el 27 de marzo de 1966, después de lo cual las dos vías entre este lugar y Dunster se operaron como dos vías únicas bidireccionales, una para cada andén. La caseta de señales de Dunster se mantuvo para controlar el paso a nivel y los desvíos existentes, y el accionamiento mecánico a pie de vía permitía que la tripulación del tren manejara los desvíos en Minehead para permitir el cambio de las locomotoras de un extremo al otro del tren. La mesa giratoria original se retiró de Minehead en 1967, momento en el que todos los trenes funcionaban con motores diésel.
Con la línea aún propuesta para el cierre, el Comité Consultivo de Usuarios del Transporte recibió un informe de la compañía de autobuses Western National, en el que se indicaba que necesitaría veinte autobuses en el verano para hacer frente a la afluencia de turistas, pero que la mayoría estarían inactivos durante gran parte del año, cuando muchas menos personas visitaran Minehead y el distrito circundante. En un intento por hacer rentable la línea deficitaria, BR redujo la vía doble de Norton Fitzwarren a vía única el 1 de marzo de 1970 y cerró las casetas de señales en Bishops Lydeard y Norton Fitzwarren. Esto dejó el ramal con tres secciones (Silk Mills a Williton; Williton a Dunster; Dunster a Minehead) pero aún requería siete empleados por turno, ya que había tres casetas de señales y cuatro pasos a nivel. La línea continuó teniendo pérdidas, por lo que finalmente se cerró. El último tren salió de Minehead el sábado 2 de enero de 1971, y el lunes 4 entró en funcionamiento un servicio mejorado de autobuses.

### Cierre
Durante el siguiente período de cinco años, la línea se mantuvo en estado de "posibilidad de volver a operar", pero los arbustos situados a los lados de la vía rápidamente invadieron la infraestructura. En 1975, después de que el campamento de vacaciones de Butlins Minehead decidiera modernizarse y remodelarse, se propuso rehabilitar a su estado operativo las locomotoras de vapor LMS Princess Coronation Clase 6229 Duchess of Hamilton (comprada por Billy Butlin en 1966) y LB&SCR Clase A1 Knowle (transportada por carretera), bajo una oferta realizada por British Railways. Para que pudiera circularse de nuevo por las vías, fue necesario que un equipo a tiempo completo trabajase dos semanas para despejar la línea, antes de que la locomotora BR Clase 25 diésel No.25 059 y un furgón de cola pudieran completar el recorrido en marzo de 1975 a una velocidad de 20 millas por hora (32,2 km/h). Para facilitar el acceso a la vía de la locomotora No.6229 Duchess of Hamilton, fue necesario desmontar la superestructura de la vía de apartado de Minehead, con el fin de poder acercar lo suficiente el transporte por carretera de la empresa Pickfords en el que se había enviado.

### Ferrocarril patrimonial

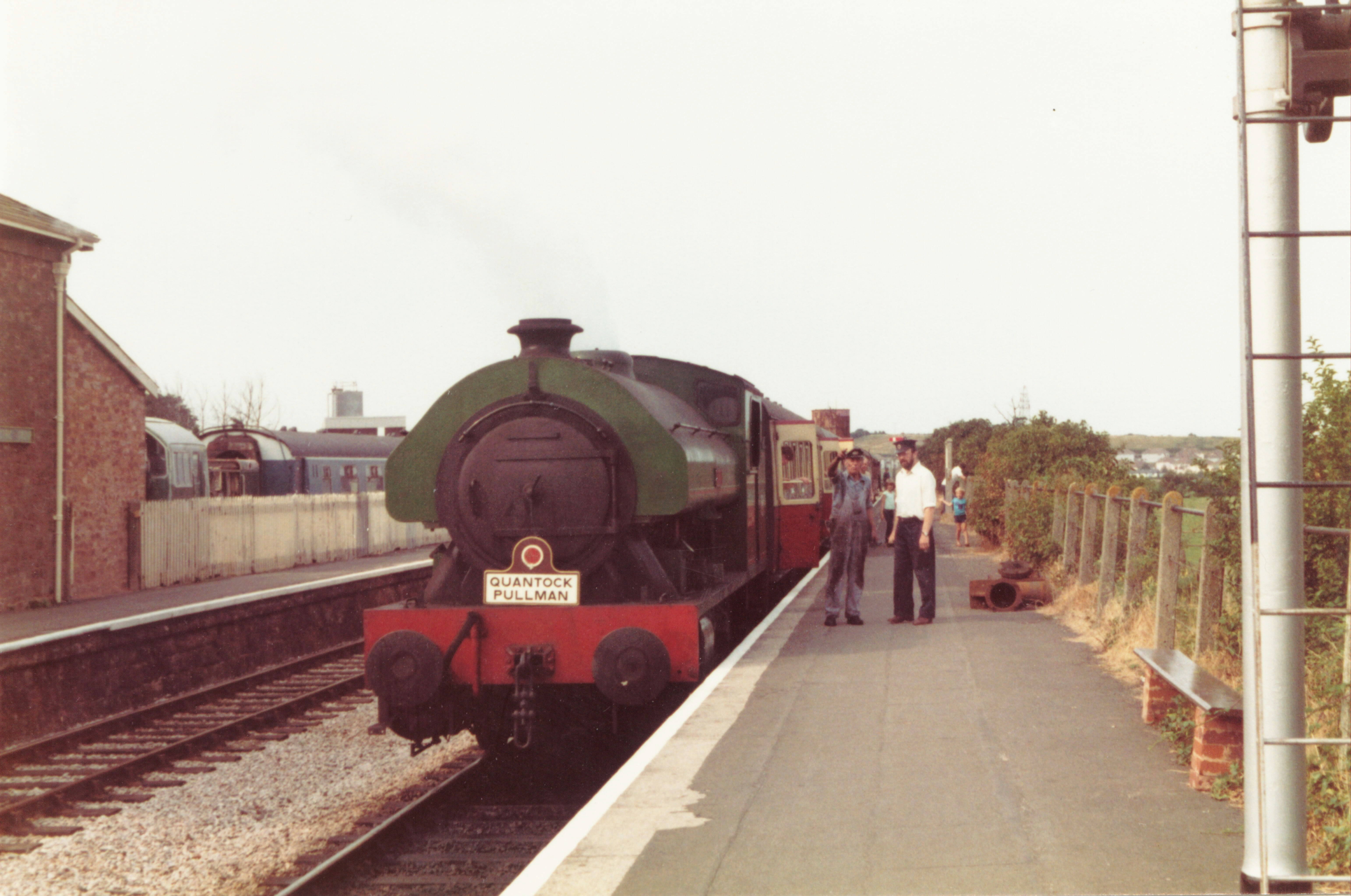
Locomotora Vulcan en Williton, en 1981

El 5 de febrero de 1971, la Sociedad de Preservación del Ferrocarril de Minehead organizó una reunión en Taunton, y un grupo de trabajo encabezado por Douglas Fear, un empresario local, recibió la tarea de investigar cómo se podría reabrir la línea como un ferrocarril de propiedad privada. En mayo, se formó una nueva Compañía del Ferrocarril del Oeste de Somerset, con el propósito de adquirir la línea y operar un servicio de cercanías durante todo el año desde Minehead a Taunton, junto con el que también podría funcionar un servicio con locomotoras de vapor limitado al verano. Se llegó a un acuerdo con British Rail para comprar la línea con el apoyo del Consejo del Condado de Somerset, que sin embargo desconfiaba de que el lucrativo emplazamiento de la estación de Minehead pudiera quedar en manos privadas en caso de que el ferrocarril no saliera adelante. En consecuencia, compró la línea en 1973 y arrendó el terreno a la West Somerset Railway Company plc.
El servicio de cercanías propuesto nunca se materializó debido a las restricciones de tráfico hasta Taunton generadas por los apartaderos de la Taunton Cider Company recién instalados por entonces en Norton Fitzwarren, pero la línea se reabrió lentamente como tren histórico. El tramo de Minehead a Blue Anchor, la primera sección recorrida por los trenes, se inauguró el 28 de marzo de 1976, y los servicios se extendieron hasta Williton el 28 de agosto del mismo año. Los trenes regresaron a Stogumber el 7 de mayo de 1978, y llegaron a Bishops Lydeard el 9 de junio de 1979. El 27 de junio de 1987 se abrió una nueva estación en Doniford Halt en la costa este de Watchet para dar servicio a un campamento de vacaciones en Helwell Bay.
En 2004, se comenzó a trabajar en la construcción de un nuevo triángulo en Norton Fitzwarren que incluía una parte de la antigua línea de Devon y Somerset, y un depósito de recuperación de balasto abierto allí en 2006. En 2008 se puso en servicio una nueva mesa giratoria en Minehead. Se abrió una nueva estación el 1 de agosto de 2009 en Norton Fitzwarren, en un nuevo emplazamiento a poca distancia al norte de la línea principal.
Durante 2007 un servicio regular circulaba de Minehead a Taunton y Bristol Temple Meads un par de días a la semana. Conocido como Minehead Express, estaba dirigido a los turistas que viajaban a la colonia de vacaciones de Butlins en Minehead. Salía de Minehead a las 11:10 y de Bristol a las 14:06 con las locomotoras tipo Clase 31 31452 y 31454 de la compañía Victa Westlink remolcando cinco vagones. La locomotora 31128 estaba disponible como máquina de repuesto, pero no se utilizaba en los trenes de servicio regular. El primero de estos trenes funcionó el 20 de julio y operó un total de 18 días, finalizando el 27 de agosto.
Si bien el dominio absoluto de la línea sigue siendo propiedad del Consejo del Condado de Somerset, durante 2013 se anunció que tanto WSRA como WSR plc se habían dirigido al Consejo para plantearle la posibilidad de comprar los terrenos ocupados por la línea. Pero finalmente, el consejo tomó la decisión en mayo de 2014 de no vender la propiedad del dominio ferroviario.
La Estrategia de Transporte del Condado publicada en mayo de 2018 reconocía la existencia de planes encaminados a reintroducir los servicios ferroviarios entre Taunton y Minehead. Tras una inspección realizada por la Oficina de Ferrocarriles y Carreteras en 2018, se anunció que el ferrocarril cerraría a partir del 2 de enero de 2019 y reabriría el 1 de abril. La inspección encontró que era necesario realizar varias mejoras de seguridad.
La línea fue sugerida en 2019 por el organismo Campaña para un Transporte Mejor como candidata de 'prioridad 2' para reabrirse e integrarse en la red nacional.

## Ruta
La ruta se describe desde Minehead hacia Taunton, y los elementos se ubican como si estuvieran a la izquierda o a la derecha de la línea para los pasajeros que miran en este sentido del viaje. Por lo tanto, el lado derecho del tren generalmente está al sur o al oeste de la línea. En el ferrocarril esto se conoce como la dirección 'hacia arriba'.

### De Minehead a Watchet
Comunidades con servicio: Minehead; Dunster; Carhampton y Blue Anchor; Washford; Watchet
La estación de Minehead está situada frente al mar, cerca del centro de la ciudad. El andén tiene una vía a cada lado y el antiguo tinglado de mercancías, que ahora se utiliza para el mantenimiento de locomotoras, está situado en el lado norte, entre el andén y la playa. En el lado opuesto se localizan una mesa giratoria y la cafetería de la estación. Las vías de apartado existentes a ambos lados de la estación se utilizan para almacenar material móvil, tanto vehículos operativos como otros que esperan a ser reparados en los talleres. En el otro extremo de la estación se encuentran el enclavamiento y paso a nivel sobre Seaward Way, una carretera de enlace desde la A39 hasta el paseo marítimo construida en la década de 1990.
Los trenes salen de Minehead en dirección sureste en la sección de vía recta más larga y nivelada en toda la línea, pasando detrás del complejo vacacional de Butlin, situado a la izquierda entre la vía férrea y el mar, atravesando a continuación una zona de campo muy llana. A 1,75 millas (2,8 km) desde Minehead, la línea cruza el paso a nivel de Dunster West y entra en la estación de Dunster. Está a una milla del pueblo del mismo nombre, situado en el cerro localizado a la derecha donde se alza el castillo de Dunster.
El andén en Dunster está a la derecha, mientras que el antiguo haz de vías de mercancías situado a la izquierda, es utilizado por el equipo de ingeniería civil de WSR encargado de mantener las vías en buen estado. Al salir de la estación hay otro paso a nivel, esta vez sobre Sea Lane, que conduce a la playa de Dunster, que se puede vislumbrar a la izquierda del tren. Un sendero conduce desde el extremo este del andén hasta Sea Lane para evitar una larga caminata por la carretera. A continuación, la línea salva el cajero de hormigón de la canalización del río Avill hacia Ker Moor junto al borde de la playa, para llegar a Blue Anchor, lugar situado a 3,5 millas (5,6 km) de Minehead y donde se localiza la primera vía de apartado pasante. Al acercarse a la estación, aparece a la derecha el antiguo patio de mercancías, donde se guardan tres coches de viajeros habilitados como bungalós, en los que los voluntarios que trabajan en el ferrocarril pueden pasar la noche. En el extremo occidental de la plataforma, una caseta de señales da a un paso a nivel en la carretera de Blue Anchor a Carhampton. El museo del Fideicomiso del Ferrocarril de Vapor del Oeste de Somerset se halla junto al andén del lado derecho.
A continuación, la línea se va alejando del mar y gira tierra adentro en dirección sureste, subiendo con pendientes de hasta 1 en 65 (1,5%), la sección más empinada de la línea. Después de regresar hacia el noreste, la línea alcanza el segundo punto más alto del recorrido en Washford, una parada situada a 6,75 millas (10,9 km) de Minehead y con un solo andén a la derecha. En el lado opuesto de la línea, el patio de mercancías es ahora el museo del Fideicomiso del Ferrocarril de Somerset y Dorset, con su colección de material rodante y una exhibición de equipos de señalización.
Más adelante, la línea gira hacia el noreste y comienza a descender, inicialmente con una pendiente de 1 en 74 (1,35%). Un sendero a la derecha de la línea en un nivel ligeramente más bajo es parte de la ruta del antiguo Ferrocarril Minero del Oeste de Somerset, que pasa por debajo de la línea en el acceso a Watchet. Después de pasar el cruce anterior a la Fábrica de Papel de Wansbrough a la derecha, la línea pasa por debajo de un pequeño puente de carretera, antes de llegar a la estación de Watchet, situada a 8 millas (12,9 km) de Minehead.

### De Watchet a Bishops Lydeard
Comunidades atendidas: Watchet; Williton; Stogumber y Kingswood; Crowcombe; Bishops Lydeard

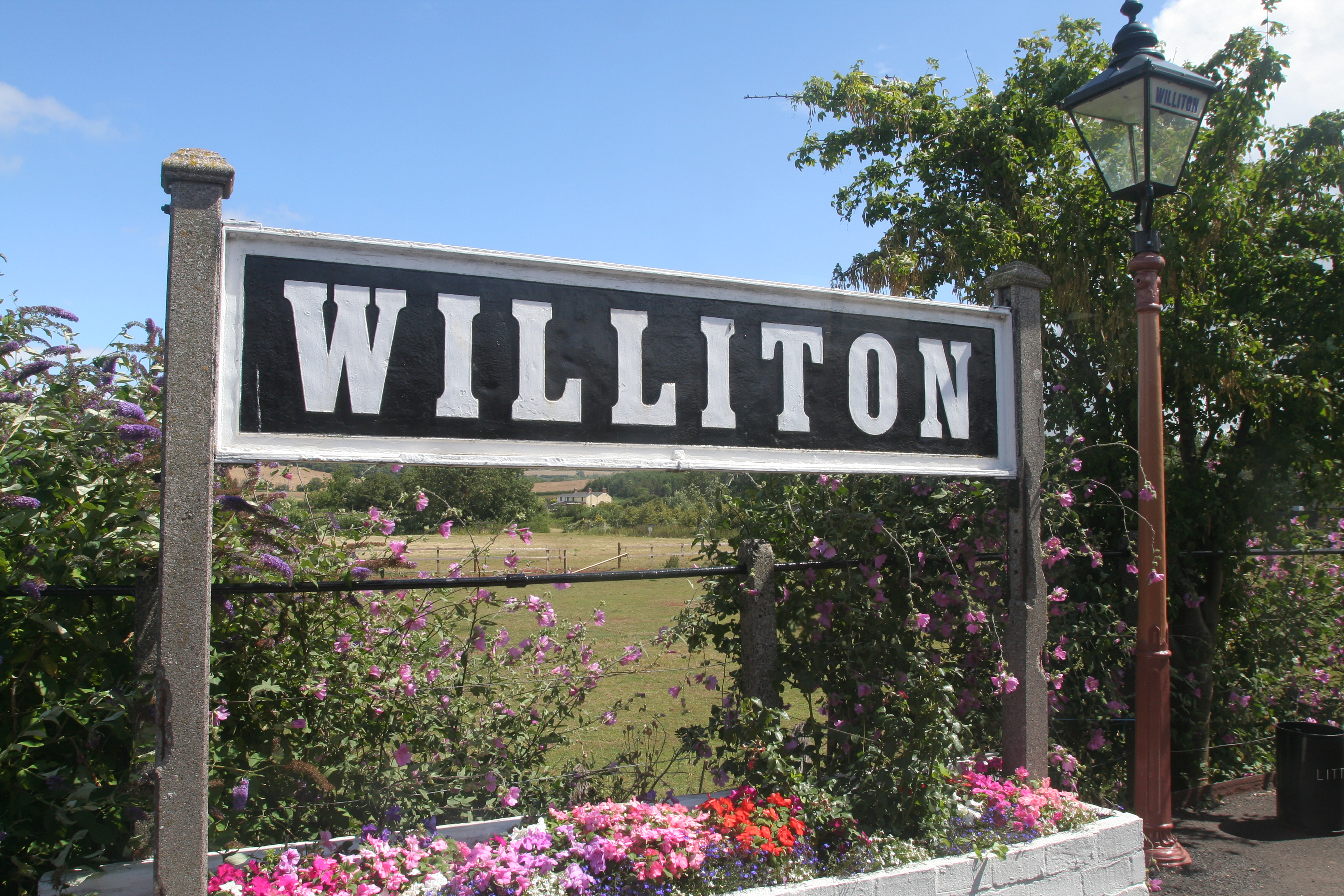
Señal de la estación en Williton

El andén de Watchet está a la derecha de las vías, pero el edificio de la estación está inusualmente apartado de la línea y mira hacia Taunton, un vestigio de su construcción como terminal original del Ferrocarril del Oeste de Somerset. El antiguo cobertizo de mercancías está frente al andén y ahora alberga el Museo de Barcos de Watchet. Un puente peatonal cruza la línea en el extremo de Minehead de la estación, y un cruce peatonal conduce a través de la vía en el otro extremo para dar acceso al puerto a los pasajeros del tren.
La línea asciende por un desmonte a través de un promontorio, pero pronto gira en dirección sureste hacia el acantilado sobre Helwell Bay. Al pasar por debajo de la carretera de Watchet a West Quantoxhead, la línea gira hacia el sur y pasa junto a un andén de hormigón en Doniford Halt, que está a la izquierda del tren a 9 millas (14,5 km) desde Minehead. El paisaje agrícola pronto es suplantado a la derecha por los apartaderos alrededor de los talleres de la Asociación de Ferrocarriles de West Somerset (WSRA), que se encuentran en un edificio revestido de planchas de hierro corrugado conocido como el cobertizo de Swindon, ya que se construyó originalmente en esta localidad a comienzos del siglo XX. Watchet se ha utilizado como terminal de los trenes de Bishops Lydeard en marzo y abril de 2019 debido a las obras de ingeniería realizadas en Minehead.
La estación de Williton, a 9,75 millas (15,7 km), está cerca del punto medio del tramo de vía operativo y de la segunda vía de apartado pasante. Detrás de la plataforma a la derecha, junto a los talleres de la WSRA, se encuentran el antiguo cobertizo de mercancías y el taller más moderno, en donde se localiza la flota de locomotoras diésel del Grupo de Preservación de máquinas Diésel y Eléctricas. El edificio principal de la estación también se encuentra en esta plataforma, al igual que la caseta de señales más antigua de la línea, que se localiza junto al paso a nivel, que cuenta con muy pocos vehículos que lo crucen, ya que la mayoría utiliza el puente sobre el ferrocarril de la carretera A39, que se encuentra justo más allá del final de la vía pasante. A la izquierda de la línea se localiza un jardín con un seto decorativo de boj que data de la década de 1920.

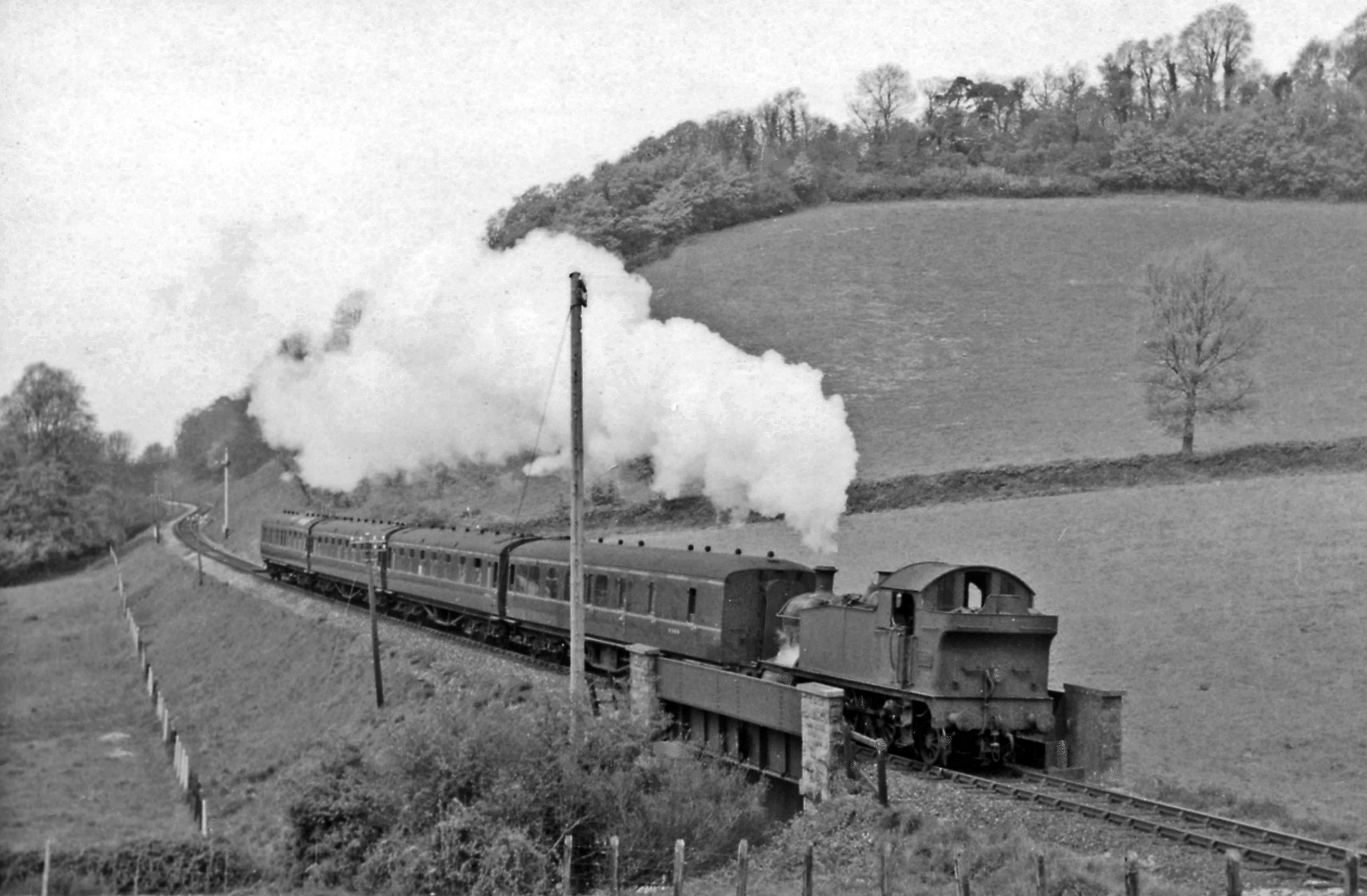
Un tren cerca de Williton en 1960

Al salir de Williton, el ferrocarril cruza la carretera A358 y sube al costado de las colinas de Quantock. Pasando cerca del pueblo de Bicknoller, cruza el Macmillan Way West, un sendero de largo recorrido. Siguiendo el lado este de un valle empinado, continúa subiendo con algunos tramos al 1 por 100 y al 1 por 92 (1,1%) a medida que se acerca a la pequeña estación de Stogumber, a 13 millas (20,9 km) de Minehead. Esta estación inusualmente tiene su andén a la derecha, pero las oficinas de la estación están a la izquierda. El espacio junto a las oficinas ahora es un jardín bien cuidado, pero es donde solía estar el cobertizo de mercancías.
La línea continúa subiendo al 1 por 92 a lo largo del valle, hasta que a 15,75 millas (25,3 km) desde Minehead alcanza el punto más alto de la línea en Crowcombe Heathfield. Aquí existe otra vía de apartado pasante, pero el andén bajo (a la derecha) está señalizado para permitir que los trenes circulen en cualquier sentido. El andén original estaba a la izquierda de la vía, por lo que los edificios principales están todos en este lado, incluyendo la antigua vivienda del jefe de estación, algunas viviendas modernas y las oficinas de la estación.
Después de salir de Crowcombe Heathfield, el trazado discurre cuesta abajo, con tramos que alcanzan pendientes de 1 por 81 (1,2%). En Combe Florey, la línea cruza dos veces más en rápida sucesión la carretera A358, que permanece cerca a la izquierda de la línea en Bishops Lydeard. Esta estación tiene otra vía de apartado pasante y es el final de las circulaciones regulares, hasta alcanzar 19,75 millas (31,8 km) desde Minehead. Las locomotoras se guardan en un recinto seguro situado a la izquierda en el extremo de la estación de Taunton. Ambos andenes están señalizados para circular en cualquier dirección y la mayoría de los trenes parten del de la izquierda, aunque los edificios originales están todos a la derecha. Estos incluyen el cobertizo de mercancías que ahora alberga un museo ferroviario y la antigua casa del jefe de estación.

### De Bishops Lydeard a Taunton
Comunidades atendidas: Bishops Lydeard; Norton Fitzwarren; Taunton

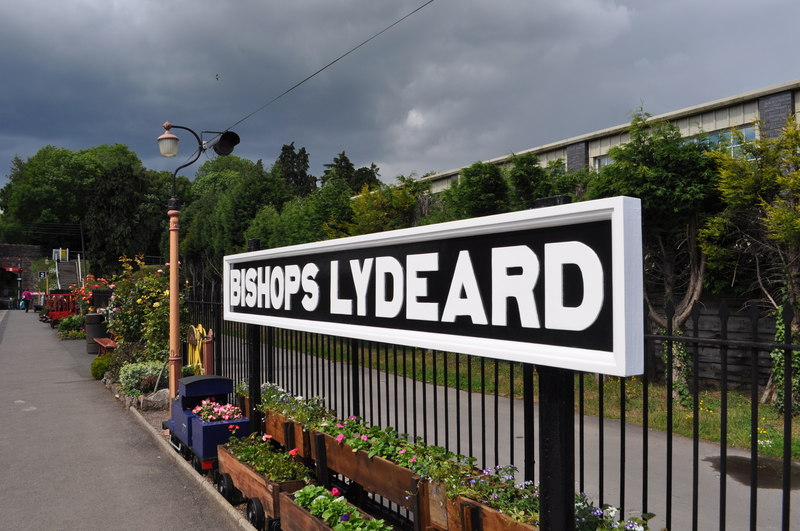
Señal de la estación de

La sección situada más allá de Bishops Lydeard no tiene trenes de pasajeros programados regularmente en la actualidad, pero operan servicios especiales de forma ocasional. Durante eventos especiales, a menudo circula un servicio entre Bishops Lydeard y el nuevo andén que se inauguró en Norton Fitzwarren en 2009. Algunos trenes especiales también operan en el enlace entre West Somerset Railway y Network Rail, hasta Taunton y más allá.
La línea pasa junto al campamento de los Marines Reales de Norton Manor, situado a la izquierda de la vía, y luego pasa por debajo del puente de Allerford y la nueva vía de Allerford, donde se instaló un apartadero a la derecha para dar servicio al depósito de recuperación de balasto de la Asociación de Ferrocarriles del Oeste de Somerset. Justo después del desvío, a la derecha, se encuentra el andén de hormigón erigido en 2009 en Norton Fitzwarren. La línea del Ferrocarril del Oeste de Somerset termina aquí, y los trenes que van a Taunton pasan por las vías de Network Rail. Los restos del hotel de la estación se ven a la izquierda, y la vía se une a la Línea de Bristol a Exeter situada a la derecha. Tras pasar junto al depósito de ingenieros de Fairwater Yard (también a la derecha), se llega a Taunton, la estación de enlace tradicional para los trenes que recorren las 24,75 millas (39,8 km) hacia Minehead.

### Triángulo de Norton Fitzwarren

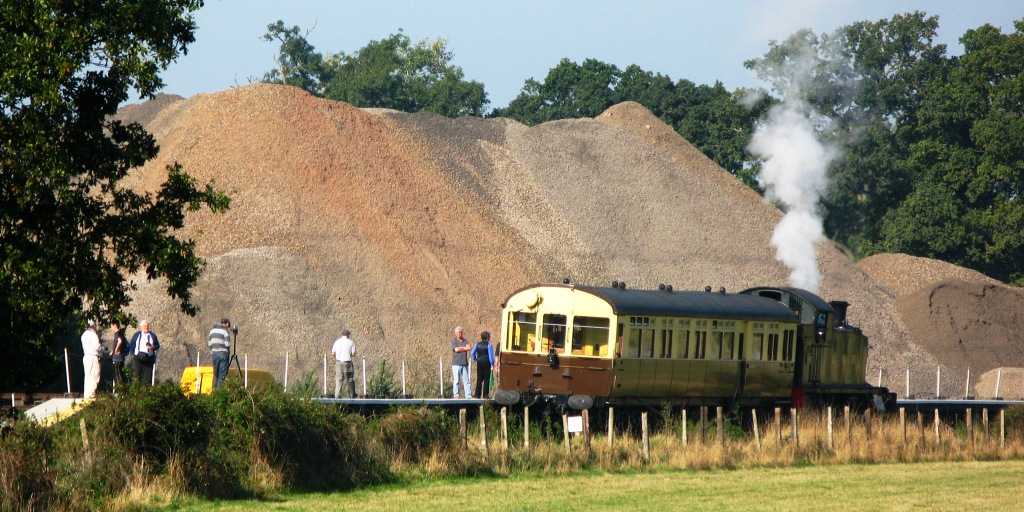
Autocoche No.178 en la estación de propulsado por una máquina de la Clase 4575. Detrás está el vertedero de balasto de la WSRA, donde se recicla para ser usado en el ferrocarril o revenderlo

El 24 de marzo de 2004, la WSRA anunció la compra de 33 acres (13,4 ha) de terreno en Norton Fitzwarren. El terreno triangular está ubicado entre: la línea del WSR existente desde el puente de Allerford (B3227) hacia el sur, hasta el cruce con el Network Rail; el lecho de vía residual que corre hacia el oeste del ramal de Barnstaple desde el cruce de Network Rail hasta el primer carril que cruza el antiguo lecho de vía en el oeste; y el ramal de Barnstaple Branch de regreso al norte hasta el puente de Allerford. La compra del terreno se anunció como el primer paso de un programa de 20 años para crear una nueva instalación de giro de trenes, junto con un "Desarrollo ferroviario patrimonial" a escala nacional que abarcaría: un cobertizo de locomotoras; reparación de material móvil; y la instalación de ingeniería ferroviaria.
En 2009, más allá del nuevo cruce de Allerford, WSR construyó una nueva estación con capacidad para 4 coches del WSR/Network Rail original, denominada Norton Fitzwarren en WSR Metals, justo al oeste de la ubicación original del GWR.
La instalación de mantenimiento de vías de Network Rail (NR), Fairwater Yard, está situada a poca distancia al este de Norton Fitzwarren. Debido a los altos costos de la eliminación del balasto, NR se dirigió al ferrocarril para usar los terrenos del triángulo para montar una instalación de reciclaje comercial, lo que permitiría usar el balasto recuperado en la industria de la construcción local. Después de obtener el permiso de planificación del Consejo del Condado de Somerset y la aprobación de un plan de drenaje de la Agencia de Medioambiente (cuyas condiciones estipulan que el sitio debe restituirse por completo rehabilitándolo como praderas de pasto al finalizar las operaciones de reciclaje de balasto), la WSRA llegó a un acuerdo con NR para utilizar balasto gastado y rieles de su programa de renovación de vías. Los trenes de mantenimiento del NR ocasionalmente van desde Fairwater Yard hasta Norton Fitzwarren para dejar allí materiales usados. Un operador comercial clasifica el balasto bajo contrato con la WSRA.
Los fondos generados por el reciclaje de balasto permitieron a la WSRA desarrollar el triángulo como se propuso originalmente para disponer del espacio suficiente en el que girar los trenes de manera segura antes del cruce con la línea principal. Una locomotora visitante, la BR Clase Standard 7 70000 Britannia fue la primera máquina que se encendió oficialmente en el triángulo de Norton Fitzwarren durante la Gala del Vapor de Primavera celebrada en marzo de 2012.

## Operación
Cuando el ferrocarril abrió por primera vez a Watchet, se anunció un servicio de cuatro trenes en cada dirección de lunes a sábado, que en ocasiones fluctuó a cinco o seis durante muchos años. En 1862 se introdujo un servicio dominical muy limitado, que se retiró en 1869.
Originalmente, se edificó un cobertizo para las locomotoras en Watchet, de forma que los trenes pudieran partir desde ese extremo de la línea. Esta edificación se trasladó a Minehead cuando la línea se extendió hasta allí, pero la frecuencia de los servicios se mantuvo prácticamente igual. Con las mejoras introducidas en la línea durante los primeros años del siglo, la frecuencia aumentó a ocho trenes diarios en 1910 y a catorce antes de la Segunda Guerra Mundial. Los servicios dominicales se reanudaron en 1926 por primera vez en más de 50 años. El cobertizo de locomotoras se cerró en 1956, después de lo cual todos los trenes iniciaban su recorrido desde el extremo de Taunton y el horario se redujo a diez viajes de ida y vuelta. Los servicios con máquinas diésel comenzaron a aparecer regularmente a partir de 1962, tanto trenes arrastrados por locomotoras como unidades diésel múltiples.

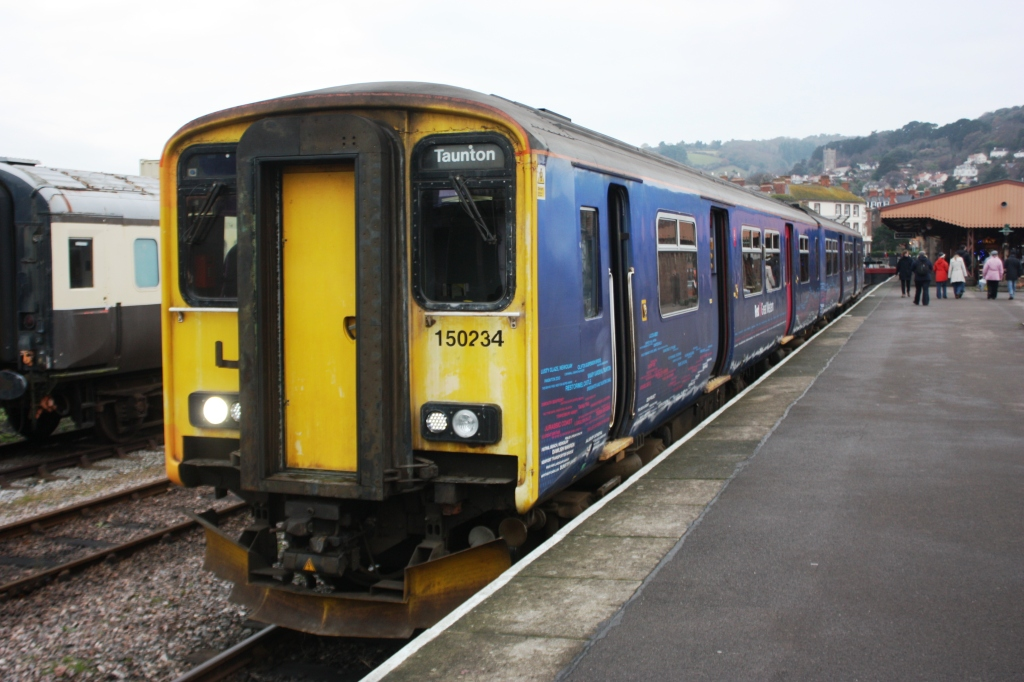
Locomotora Clase 150 visitante, con un servicio especial remolcado desde la línea principal

A partir de 2009 empezaron a operar servicios regulares entre Minehead y Bishops Lydeard. La temporada va de marzo a octubre, con servicios poco frecuentes entre noviembre y febrero. Los trenes circulan todos los días durante el verano, pero con menos frecuencia durante el resto de la temporada. Existen cuatro horarios regulares en días diferentes según la demanda esperada, variando de dos a cuatro trenes operativos, cada uno de los cuales realiza dos viajes de ida y vuelta que dan entre cuatro y ocho servicios por sentido. Desde febrero de 2009 hasta enero de 2010, se mantuvo el servicio durante 243 días. Las locomotoras operativas tienen su sede en Minehead y Bishops Lydeard y, por lo general, se mantiene lista una de repuesto en Williton.
Durante eventos especiales, se opera un servicio intensivo y algunos trabajos continúan hasta Norton Fitzwarren. Cada año llegan algunos viajes en tren desde el Network Rail utilizando la conexión situada cerca de Taunton.
El ferrocarril patrimonial también transporta algo de tráfico de mercancías de vez en cuando. Hubo un tiempo en que transportaba escollera para las defensas marítimas de Minehead, junto con el Ferrocarril de Mendip. En años más recientes, los trenes de Network Rail transportados por Freightliner han descargado balasto en malas condiciones en Norton Fitzwarren para su reciclaje.

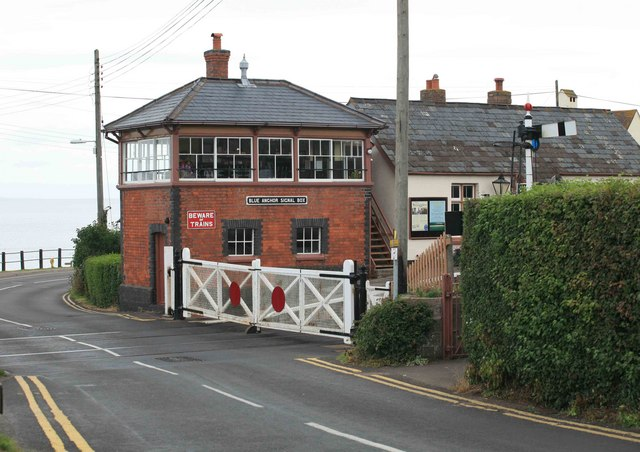
La caseta de señales junto al paso a nivel en, mirando cuesta abajo hacia el Canal de Brístol

### Material rodante

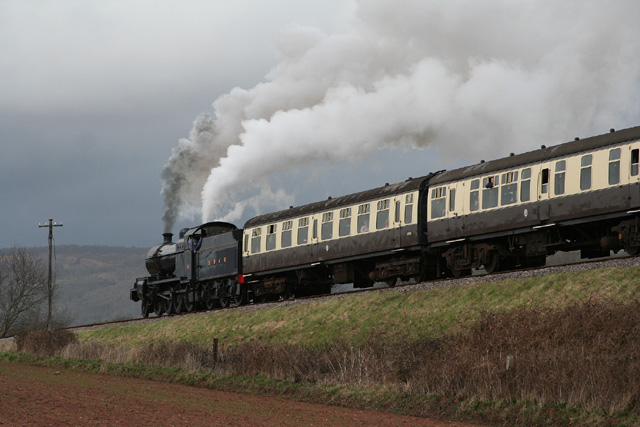
Locomotora 88 remolcando coches de viajeros del tipo Mark I

Las fotografías de la línea cuando la operaba el Ferrocarril de Bristol Exeter muestran que sus locomotoras 4-4-0ST eran la fuerza motriz habitualmente empleada. Años posteriores vieron tipos como las GWR Clase 4500, Clase 4575 y Clase 5101 'prairie' 2-6-2T, Clase 2251 'de mercancías con diseño Collett' 0-6-0, 5700 'con depósitos de alforjas' 0-6-0PT y 4300 'mogul' 2-6-0s. En la época de los Ferrocarriles Británicos, estos fueron reemplazados por las locomotoras diésel-hidráulicas NBL Tipo 2, Hymek Tipo 3 de la Región Occidental, Swindon y Gloucester (unidades diésel múltiples) para todo el país.
Hoy en día, la línea es operada por distintos automotores y locomotoras diésel y de vapor preservados al efecto. La mayoría de estos son típicos de los ramales del GWR en Somerset o del Ferrocarril de Somerset y Dorset Joint (SDJR). Entre los tipos basados en el antiguo ferrocarril, hay ejemplos de máquinas GWR clases 4575 y 5100 2-6-2T y una Ferrocarril de Somerset y Dorset Joint Clase 7F 2-8-0. Un experimento único ha sido convertir una GWR Clase 5101 2-6-2T en una 2-6-0 más pequeña, matriculada con el número 9351. Las máquinas diésel incluyen una "Hymek" y una "Western" diésel-hidráulicas.
La mayoría de los trenes están formados por vagones British Rail Mark 1, pintados con una librea de color chocolate y crema, basada en la más familiar utilizada por el GWR, pero con escudos del WSR. El tren de alta cocina Quantock Belle, propiedad y operado por WSRA, también está formado por vagones BR Mark 1, pero cada uno está pintado con una librea que recuerda a los coches Pullman. Así mismo, se dispone de varios vagones de mercancías, algunos de los cuales se utilizan con fines de ingeniería o en un tren de mercancías patrimonial de demostración que se utiliza en ocasiones especiales.

## Cine y televisión
En el ferrocarril se han rodado varias películas y programas de televisión:
- La película A Hard Day's Night (1964) presentaba a The Beatles, y fue filmada en 1964 en la Estación de Marylebone y en el ramal de Minehead. Gran parte del rodaje se desarrolló en Crowcombe y sus alrededores.[36]
- The Belstone Fox (1973), una película para niños, rodada en parte en la línea cerca de Crowcombe (pueblo), que narra la vida de un zorro mucho más inteligente que los perros que lo intentan cazar.[37][38]
- The Flockton Flyer (1977-1978), una serie dramática de televisión para niños sobre un ferrocarril preservado que se filmó en el Ferrocarril del Oeste de Somerset poco después de su reapertura.[39]
- The Lion, the Witch and the Wardrobe (1988), una miniserie de televisión de la BBC filmada en Crowcombe Heathfield.[40]
- The Land Girls (1997), se filmó en el ferrocarril y Crowcombe Heathfield se presentó como la estación de Bamford.[36]
- Casualty (2013), serial televisivo médico de la BBC One que ha usado la línea desde que filmó sus primeras escenas en diciembre de 2013.[41]

## Organizaciones patrimoniales
Aunque el ferrocarril es operado por West Somerset Railway Company (WSR plc) con sede en Minehead, cuenta con el apoyo de varias organizaciones benéficas y que disponen de personal voluntario:
- La Asociación de Ferrocarriles de West Somerset (WSRA) se formó junto con WSR plc en 1971, para reabrir la línea. Con sede en Bishops Lydeard, es un accionista mayoritario de plc. Tiene talleres en Williton y posee dos locomotoras (Clase 4500 4561 y Clase Manor No.7821 Ditcheat Manor) y participación en otras.[42] También posee el tren restaurante Quantock Belle y el Hawksworth Saloon que operan en la línea.

- El 'West Somerset Railway Heritage Trust (WSRHT) (anteriormente conocido como West Somerset Steam Railway Trust)[43] se estableció en 1972 para operar los trenes de vapor de verano junto con el servicio de cercanías de West Somerset Railway plc. Tuvo poco que hacer una vez que el ferrocarril se convirtió en una línea patrimonial puramente estacional pero, en 1984, coincidiendo con las celebraciones de los 150 años del GW, se revivió para la educación y la investigación histórica en el ramal de Minehead, y ahora tiene un pequeño museo en Blue Anchor. El coche dormitorio del GWR restaurado por el Trust se exhibe en el Museo Gauge en Bishops Lydeard, y el Trust actualmente está restaurando un coche del tipo GWR 'Toplight' que será el primero de un conjunto de coches de viajeros históricos en el Ferrocarril del Oeste de Somerset.[2] El Fideicomiso es administrado por cinco directores voluntarios. A principios de 2007, el Trust se embarcó en un proyecto para restaurar dos vagones del GWR para su uso en el Ferrocarril del Oeste de Somerset. Algunos ya pertenecían al ferrocarril, pero otros se han traído del extranjero. El primero de ellos, el n.º 6705, fue adquirido a Steamtown USA. Regresó a Inglaterra y, después de los trabajos iniciales en Crewe, se llevó a Williton para finalizar su restauración.[44]

- El Diesel and Electric Preservation Group (DEPG) tiene su sede en Williton, donde utiliza el antiguo cobertizo de mercancías y un edificio más nuevo como talleres para su flota de cinco locomotoras diésel de la región occidental: Clase 14 9526; Clase 35 7017 y 7018; Clase 47 1661; y Clase 52 1010. Williton es también la base de una serie de locomotoras de propiedad privada que son mantenidas por el DEPG.[45]

- El Somerset and Dorset Railway Trust (S&DRT) tenía su sede anteriormente en Washford y promueve la preservación del Ferrocarril de Somerset y Dorset Joint y de su patrimonio. Posee la locomotora S&DJR 7F 2-8-0 número 88, que fue parte de la flota operativa regular del WSR mientras estuvo a cargo del trust.[46] Mientras Washford estuvo bajo su custodia, el fideicomiso desarrolló un taller y un patio, donde restauraron varios vagones de mercancías y automotores antiguos del S&DJR, así como la "Kilmersdon", una locomotora Peckett 0-4-0ST. El museo asociado dispone de una de un conjunto de elementos de señalización basado en la pequeña caseta de señales de Burnham-on-Sea.[47] En 2020, se rescindió el acuerdo del fideicomiso con WSR y, lentamente, la colección del fideicomiso se ha trasladado a otros lugares, incluidos la Línea de Watercress y el Ferrocarril de Avon Valley.[48]